# فيليب صليبا
فيليب صليبا (10 يونيو 1931 - 19 مارس 2014) كان راعي أبرشية نيويورك وميتروبوليت كل أمريكا الشمالية.

## وفاته
توفي في 19 مارس 2014 وحضر مراسم تشييع جنازته مندوب سوريا لدى الأمم المتحدة بشار الجعفري بتكليف من الرئيس السوري بشار الأسد.